# Ioana Pârvulescu
Ioana Pârvulescu (nacida el 10 de enero de 1960) es una ensayista, publicista, crítica literaria rumana y profesora de la Universidad de Bucarest.

## Biografía
Terminó la Facultad de Letras de la Universidad de Bucarest (sección rumano-francés), en 1983. Entre 1983 y 1990 fue profesora de rumano y francés en el Colegio n.º 1 de Roata de Jos (provincia de Giurgiu). Entre 1990 y 1993 trabajó como redactora en la Editorial Litera de Bucarest. Entre 1993 y 2010, fue redactora del  semanario România literara, (Rumanía literaria), responsable de la sección de crítica literaria. Columnas semanales permanentes durante este período: Crónica literaria, Premios literarios, El alfabeto de las damas (historia del personaje literario femenino en la literatura rumana), El alfabeto de los señores (historia del personaje literario masculino), La revista de las revistas de entreguerras, Crónica de la optimista/de la pesimista (tabletas literarias), etc. Colaboraciones con los artículos en las principales revistas culturales de Rumanía. Actualmente, es profesora del Departamento de Estudios Literarios de la Facultad de Letras de Bucarest. 
Se doctoró en filología en 1999 con la tesis Prejuicios literarios. Opciones cómodas en la recepción de literatura rumana, coordinada por el crítico literario Nicolae Manolescu. La obra tiene una primera parte teórica cuya finalidad es definir el prejuicio literario y delimitarlo, y una segunda parte práctica referida a la literatura rumana y con apéndices archivísticos. Fue publicada parcialmente con el título Prejuicios literarios, Editorial Univers Educațional, Bucarest, 1999.
En la editorial Humanitas, coordinó la colección «El libro de la mesilla de noche».
Coautora de los libros de texto escolares de lengua y literatura rumana para los cursos IX-XII, publicados por la editorial Humanitas Educacional.

## Lista de publicaciones

### Obras
- Holgazaneando con un ojo (poesía), Ed. Eminescu, Bucarest, 1990
- El alfabeto de las damas (crítica literaria), Editorial Cráter, Bucarest, 1999
- Prejuicios literarios (teoría y crítica literaria), Ed. Univers, „Excellens”, Bucarest, 1999
- Regreso al Bucarest de entreguerras (ensayo), Humanitas, Bucarest, 2003[1][2]
- En la intimidad del siglo XIX, Humanitas, Bucarest, 2005[3]
- În țara Miticilor. De șapte ori Caragiale, Humanitas, Bucarest, 2007[4]
- Întoarcere în secolul 21, Humanitas, Bucarest, 2009
- La vida empieza el viernes (novela), Ed. Humanitas, 2009[5][6][7]
- Cartea întrebărilor, Ed. Humanitas, Bucarest, 2010
- Lumea ca ziar. A patra putere: Caragiale, Ed. Humanitas, Bucuresti, 2011[8]
- El futuro empieza el lunes (novela), Ed. Humanitas, Bucuresti, 2012[9][10]
- Cum continuă povestea, poesía. Ed. Humanitas, Bucarest, 2014
- Los inocentes, (novela), Ed. Humanitas, Bucarest, 2016
- Dialoguri secrete,  Ed. Humanitas, Bucarest, 2018

### Prosa en obras colectivas
- Un pariu la Paris, en Povești de dragoste la prima vedere, Ed. Humanitas 2008
- Prima carte cu secret, en Care-i faza cu cititul, Ed. Art, 2010
- Dorința, en Cui i-e frică de computer?, Ed. Arthur 2013
- Nu știu să mint  y Necunoscuta, en Uite cine vorbește, Ed. Arthur 2016
- România redusă la scară. La scara trenuluii, en Cum să fii fericit în România, Ed. Humanitas 2017
- Prietenul meu, en el libro de texto de literatura rumana para el curso VI, Ed. Art, 2017

### Obras traducidas a otros idiomas
- La vie commence vendredi, edición de Odile Serre, traducida al francés por Marily Los Nir, París, 2016.
- Life begins on Friday, traducida al inglés por Alistair Ian Blyth, Londres, 2016.

### Obras colectivas coordinadas y antologías
- De ce te iubesc. Paradoxurile iubirii în poezia lumii, antología, Humanitas, Bucarest, 2006
- Intelectuali la cratiță. Amintiri culinare și 50 de rețete - Humanitas, 2012;[11]
- Și eu am trăit în comunism, Humanitas, 2015;

### Traducciones al rumano
- Angelus Silesius, Cherubinicher Wandersmann / Călătorul heruvimic, poesía, edición bilingüe, Humanitas, Bucarest, 1999, con aparato crítico de la especialidad, 168 pág. (del alemán)
- Maurice Nadeau, Să fie binecuvântați (memorias), Ed. ESTE, Bucarest, 2002, 576 pág. (del francés)
- Laurent Seksik, Consultația (2007),
- Rainer Maria Rilke, Îngerul păzitor (2007),
- René Goscinny, Albert Uderzo - Asterix, el galo (2017), La hoz de oro (2018),
- Milan Kundera - La fiesta de la insignificancia (2014).
- Antoine de Saint-Exupéry - El principito (2015)

## Afiliaciones
- Miembro en la Unión de los Escritores de Rumanía, de 1999
- Miembro fundador de la Sociedad de Comparatistică de Rumanía

1. ↑  Carte Archivado el 30 de octubre de 2017 en Wayback Machine., Formula AS - anul 2003, nº 572, consultado el 22 de enero de 2014
2. ↑  „E mai ușor să trăiești în c.. decât să-l reprezinți!”, 26 aprilie 2014, Florian Bichir, Evenimentul zilei, accesat la 30 aprilie 2014
3. ↑  Secolul 19 pe intelesul copiilor, Bianca Burța-Cernat, Observator cultural - numărul 300.301, decembrie 2005, accesat la 30 ianuarie 2014
4. ↑  Ioana Parvulescu si „Tara Miticilor“, Angelo Mitchievici, Observator cultural - numărul 379, iulie 2007, accesat la 22 ianuarie 2014
5. ↑  Omul care și-a greșit epoca, 12 mai 2011, Daniel Cristea-Enache, Ziarul de Duminică, accesat la 26 martie 2013
6. ↑  Omul care și-a greșit epoca, Daniel Cristea-Enache, Observator cultural - numărul 568, martie 2011, accesat la 22 ianuarie 2014
7. ↑  Romanul unei lovituri de stat eșuate, Bianca Burța-Cernat, Observator cultural - numărul 657, ianuarie 2013, accesat la 22 ianuarie 2014
8. ↑  Selectia "Formula AS" - Carte Archivado el 9 de septiembre de 2017 en Wayback Machine., Adriana Bittel, Formula AS - anul 2011, numărul 973, accesat la 22 ianuarie 2014
9. ↑  Bucurestiul Cultural, nr. 129 - Istorie și viață interioară Archivado el 24 de septiembre de 2015 en Wayback Machine., 19 noiembrie 2013, Doris Mironescu, Revista 22, accesat la 27 ianuarie 2014
10. ↑  Întoarcere în secolul XXI, Andreea Răsuceanu, Observator cultural - numărul 657, ianuarie 2013, accesat la 22 ianuarie 2014
11. ↑  Selectia "Formula AS" - Carte Archivado el 9 de agosto de 2018 en Wayback Machine., Adriana Bittel, Formula AS - anul 2012, numărul 1015, accesat la 22 ianuarie 2014

- Datos: Q14435238
- Multimedia: Ioana Pârvulescu / Q14435238